# Las Cabras
Las Cabras är en kommun i Chile.   Den ligger i provinsen Provincia de Cachapoal och regionen Región de O'Higgins, i den södra delen av landet, 100 km sydväst om huvudstaden Santiago de Chile.
Trakten runt Las Cabras består till största delen av jordbruksmark. Runt Las Cabras är det ganska glesbefolkat, med 43 invånare per kvadratkilometer.